# Hulman chocholatý
Hulman chocholatý neboli kápový (Trachypithecus pileatus) je kočkodanovitá opice z podčeledi hulmanů (Colobinae), která se vyskytuje na pomezí Bangladéše, Bhútánu, severovýchodní Indie a severozápadního Myanmaru, s malou populací ještě v části Tibetu.
Jako samostatný druh Trachypithecus shortridgei vystupují hulmani z čínského údolí Tu-lung-ťiang v Jün-nanu a severovýchodního Myanmaru. Blízkým příbuzným hulmana chocholatého je také hulman zlatý (T. geei). Podle některých hypotéz mohou mít všechny tyto druhy původ v hybridizaci mezi rody Trachypithecus a Semnopithecus, jejichž přirozený výskyt se v Bhútánu protíná.
Samci dosahují délky těla až 70 cm a délky ocasu až 104 cm, samice jsou o něco menší, měří až 60 cm a jejich ocas dosahuje délky až 90 cm. Samci bývají také mohutnější, váží až 14 kg, zatímco hmotnost samic činí až 10 kg. Jméno hulmanovi chocholatému vynesla špičatá chocholka na hlavě, jež však pro tento druh není výjimečná. Zbarvení je krémově hnědé až oranžové s černými pásy srsti, obličej zůstává neosrstěný a je černě zbarvený.
Hulmani chocholatí jsou stromová zvířata, a proto ke svému životu vyžadují různé typy lesů. Tolerují lesy subtropické, stálezelené, opadavé, bambusové, podhorské, dokonce i tekové plantáže. Krmí se převážně listy, ale i jinými rostlinnými produkty, jako jsou květy, semena, plody (např. fíky), občas požírají i housenky. Potravu neshánějí jenom ve stromoví, ale občas sestupují i na zem. Výjimečnou vlastností hulmanů chocholatých je tvorba bezoáru ve střevech, pro nějž byli pronásledováni lidmi. Sociální skupiny jsou založeny na jednosamcových systémech se slabou hierarchií, chování i vokalizace jsou dosti chudé. Mláďata přicházejí na svět většinou s koncem prosince, březost činí 200 dní. Novorozenci mají bílou srst a růžovou tvář. Péči o mláďata vyjma matky přebírají i jiné samice; toto tzv. „tetičkovské chování“ (allomothering) je typické i pro jiné druhy hulmanů. Z rodné skupiny mohou migrovat jak samci, tak samice.
Mezinárodní svaz ochrany přírody (IUCN) pokládá hulmana chocholatého za zranitelný druh, zejména kvůli ztrátě biotopů a fragmentaci vhodných stanovišť (k roku 2024). Populační pokles dle IUCN činí více než 30 % během tří generací.